# Parc d'État de Petit Jean
Pour les articles homonymes, voir Petit Jean (homonymie).
Le Parc d'État de Petit Jean (en anglais : Petit Jean State Park) est un parc d'État des États-Unis de 14 km2. Il fait partie des parcs d'État de l'Arkansas et est situé dans le Comté de Conway. 

## Géographie
Le parc d'État de Petit Jean est situé à l'ouest de la ville de Morrilton dans le comté de Conway. Il est traversé par la rivière Petit Jean et s'étend vers la rivière Arkansas.

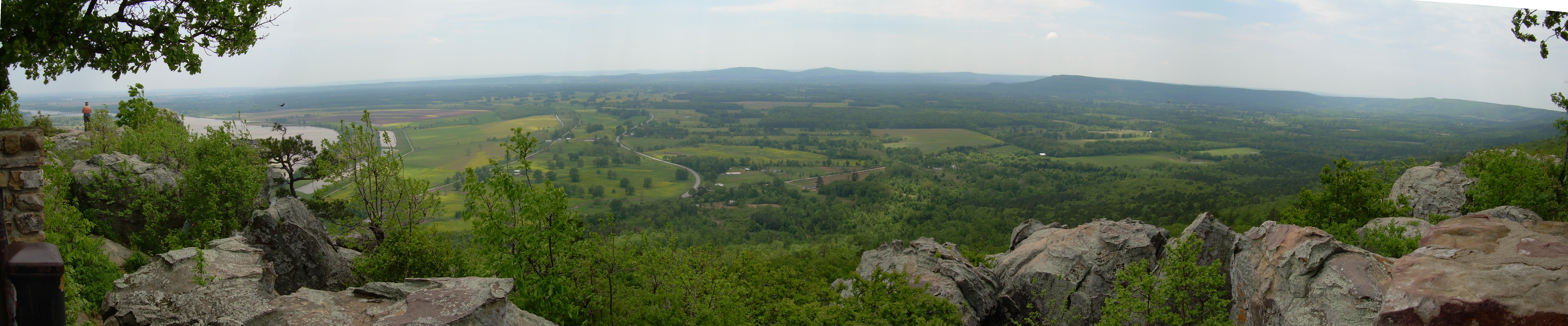
Vue panoramique depuis le sommet du mont Petit Jean avec la rivière Arkansas sur la gauche.

## Histoire

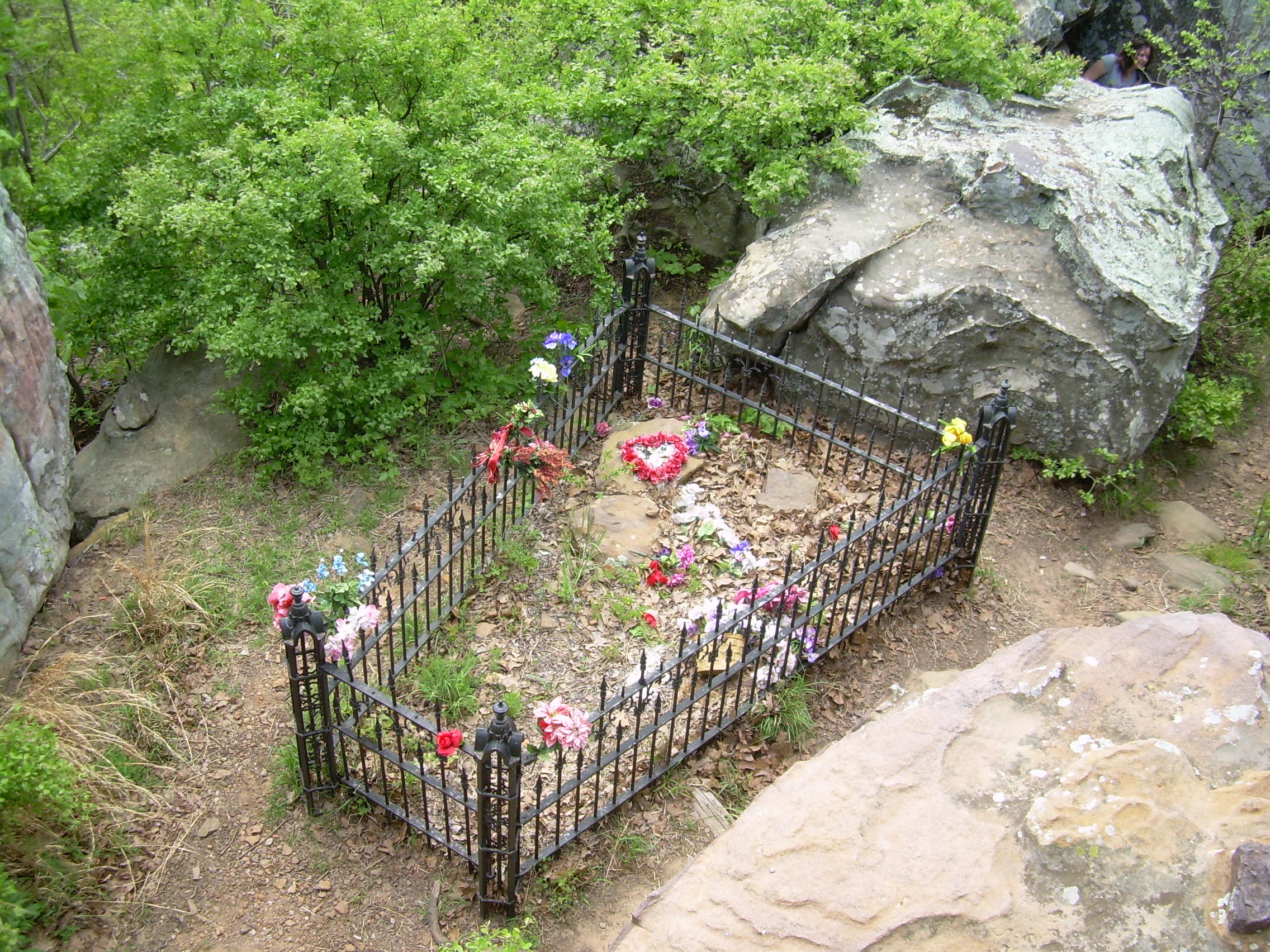
La tombe de Petit Jean.

À l'époque de la colonisation française de l'Amérique, de nombreux français s'embarquaient pour la Nouvelle-France, le Canada, l'Acadie et la Louisiane française. Selon la légende, Petit Jean était en fait une jeune femme française du XVIIIe siècle, dénommée Adrienne Dumont. Quand elle découvrit que son fiancé, Monsieur Chavet, avait prévu d'explorer le vaste territoire de la Louisiane, elle coupa ses cheveux, se déguisa en garçon et réussit à s'embarquer à bord du même navire que son fiancé, à l'insu de celui-ci, comme mousse, sous le pseudonyme de Petit Jean. Elle survécut au voyage et participa, toujours à l'insu de son fiancé, à l'expédition qui remonta le fleuve Mississippi et un de ses nombreux affluents, la rivière Arkansas. Une fois qu'ils avaient atteint les zones montagneuses des monts Ozarks, des montagnes Saint-François et des montagnes Ouachita, la jeune femme tomba gravement malade. Dans la fièvre et les délires de Petit Jean, son fiancé et ses compagnons de l'expédition découvrirent que Petit Jean était en réalité une femme. Elle révéla sa véritable identité à son fiancé. Les Amérindiens, qui accompagnaient l'expédition, firent une civière sur des peaux de daim et la portèrent, mourante, jusqu'au sommet de la montagne. Au coucher du soleil, elle rendit l'âme et fut enterrée au sommet de la montagne sous son nom d'emprunt de Petit Jean. La montagne fut dénommée, en sa mémoire Petit Jean. Le parc d'État fut créé en 1923 et porte le pseudonyme de Petit Jean. Il fut aménagé par les membres de la Civilian Conservation Corps (Corps civil de protection de l'environnement).

## Liens externes

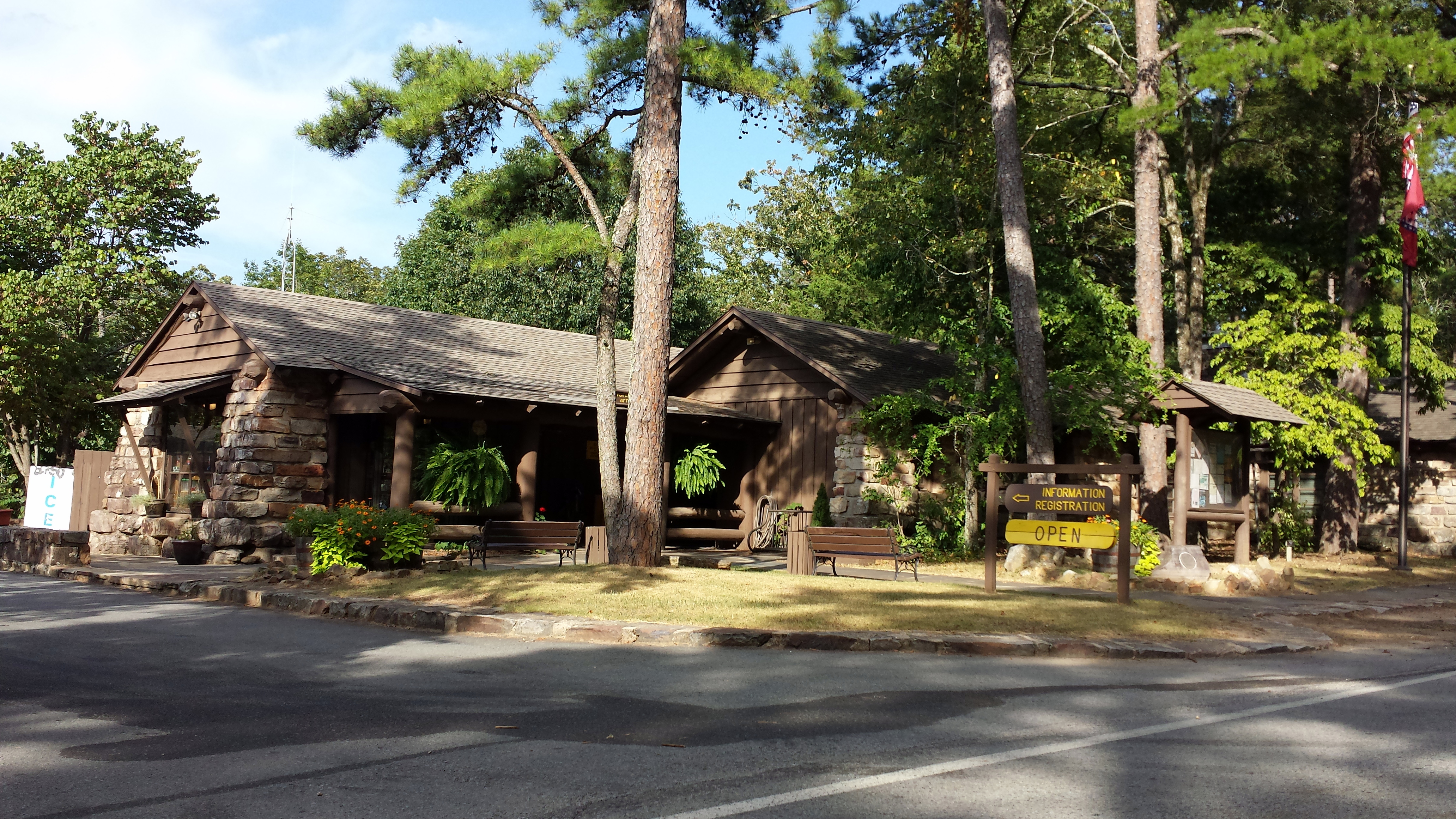
Accueil à l'entrée du parc d'État de Petit Jean.

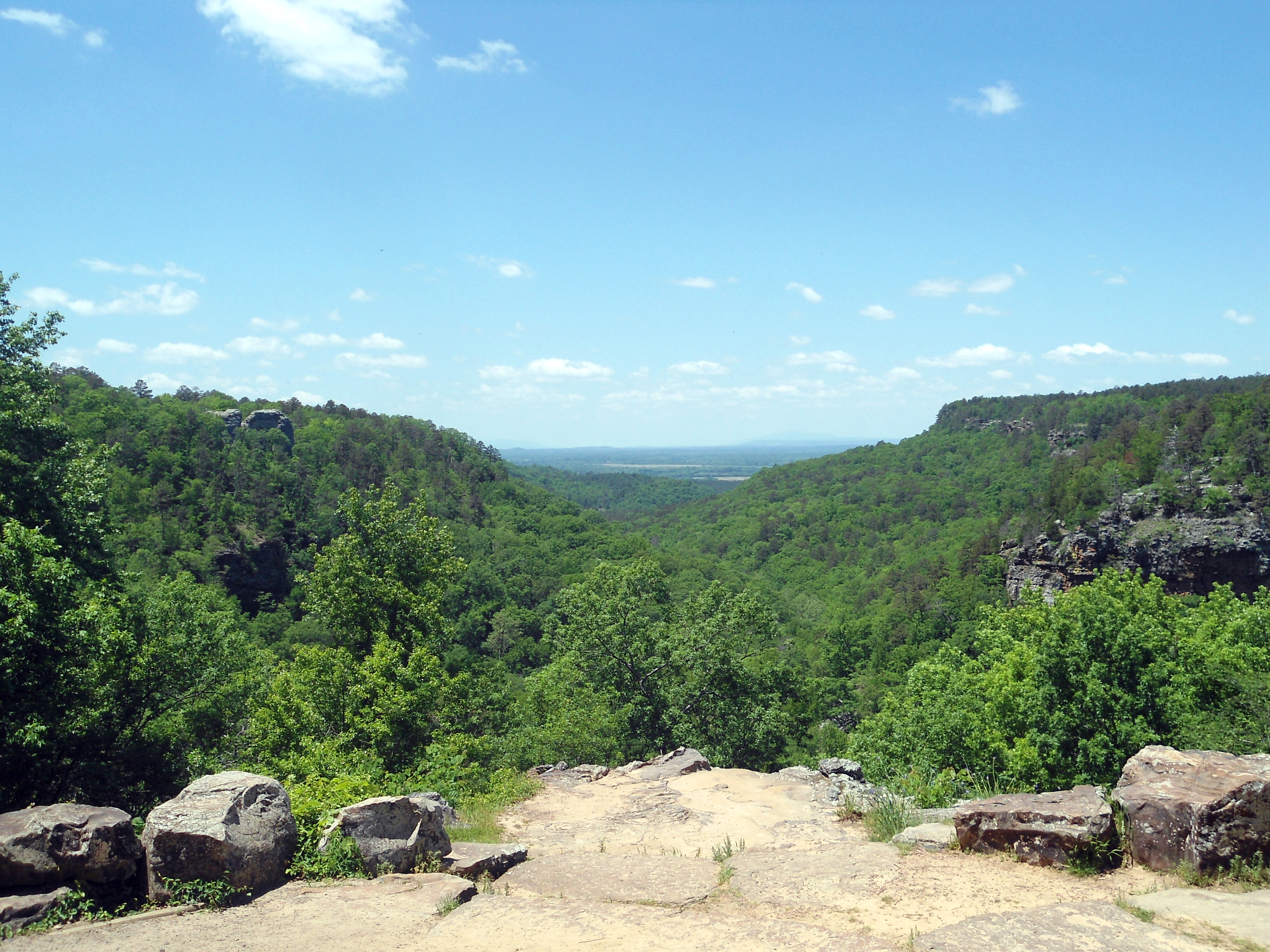
Panorama sur le parc d'État de Petit Jean.